# 江堤街道
江堤街道是中华人民共和国湖北省武汉市汉阳区下辖的一个街道办事处。

## 行政区划
江堤街道下辖以下村级行政区划单位：
三里民居社区、江博社区、向阳村社区、江堤社区、红卫社区、丰收社区、江欣苑社区、墨水湖社区、汉博佳园社区、沟咀社区、老关社区、新新社区和潮江社区。